# Maxim Konstantinowitsch Tschigajew
Maxim Konstantinowitsch Tschigajew (russisch Максим Константинович Чигаев, FIDE-Schreibweise Maksim Chigaev; * 7. November 1996 in Kemerowo) ist ein russischer Schachspieler, welcher seit 2023 für den spanischen Verband spielt. Seit 2016 trägt er den Titel Großmeister im Schach.

## Karriere
Bereits bei der U16-Jugend-Schacholympiade 2012 konnte Tschigajew mit dem russischen Team gewinnen. Für seine Einzelleistung am zweiten Brett erhielt er zudem eine weitere Goldmedaille. In der ersten Hälfte des Jahres 2012 hatte er zudem bei Turnieren in Tscherepowez, Jerewan und Kirischi die Normen für den Titel Internationaler Meister erreicht und bekam diesen entsprechend im September 2012 von der FIDE verliehen. Tschigajew gewann Bronze bei der U16-Jugendweltmeisterschaft 2012 und Bronze bei der U18-Jugendeuropameisterschaft 2013.
Seine erste Norm für den Großmeister-Titel sicherte sich Tschigajew im August beim Riga Technical University Open, wo er unter anderem gegen Daniel Fridman gewonnen hat. Im Juni 2016 reichte ihm seine Leistung beim Master Open Alekhine Memorial in Woronesch zu einer weiteren Norm, ehe er sich im August 2016 – wiederum in Riga beim RTU Open – die dritte notwendige Turniernorm erspielen konnte. Eine Elo-Zahl über 2500 hatte Tschigajew schon im Dezember 2013 erreicht, somit konnte die FIDE ihn im September 2016 zum Schachgroßmeister ernennen.
Tschigajew zählt zu den 44 russischen Schachspielern, die sich im März 2022 öffentlich in einem offenen Brief gegen den russischen Überfall auf die Ukraine ausgesprochen haben. Im August 2023 wechselte Tschigajew zum spanischen Schachverband.
Obwohl Tschigajew schon im September 2019 eine erste Elo-Bestmarke von 2644 aufstellte und sich seit November 2020 beständig über der 2600-Elo-Marke hält, gelang ihm der Einstieg in die Top 100 der FIDE-Weltrangliste erst im Mai 2024 durch die leichte Verbesserung der eigenen Bestmarke. Im April 2025 konnte Tschigajew erneut in die Top 100 der Weltrangliste einsteigen.